# Pistola Parabellum
La Parabellum o «Parabellum-Pistole», popularmente conocida como «Luger», es una pistola semiautomática accionada por retroceso. El diseño fue patentado en el año 1898 por el austriaco Georg Luger (1849-1923) siendo luego producido por la fábrica alemana de armas Deutsche Waffen und Munitionsfabriken (DWM) a partir del año 1900. El diseño del sistema de Luger se basa en una anterior pistola del alemán Hugo Borchardt (1844-1924), conocida como C-93. Luger rediseñó el sistema de la C-93 logrando un conjunto de cerrojo y corredera mucho más pequeño. La primera pistola Parabellum fue adoptada por el Ejército suizo en mayo de 1900. En el servicio alemán, fue sucedida y parcialmente reemplazada por la Walther P38 que empleaba el mismo cartucho 9 x 19 Parabellum.
El nombre de fábrica registrado para esta arma fue «Parabellum», el primero en denominarla «Luger» fue su distribuidor en los EE. UU. Hans Tauscher. El nombre Parabellum proviene de un antiguo refrán en latín: «Si vis pacem, para bellum», si quieres la paz, prepárate para la guerra.
La Parabellum es muy conocida debido a su empleo por el ejército alemán durante la Primera y Segunda Guerra Mundial, así como por la República de Weimar en el periodo de entreguerras y la Volkspolizei germano-oriental en la posguerra. Aunque sus primeros modelos fueron fabricados en calibre 7,65 mm, su modelo de 1908, conocido como P08, ganó fama por ser la pistola para la cual se desarrolló el cartucho 9 x 19 Parabellum.

## Detalles del diseño

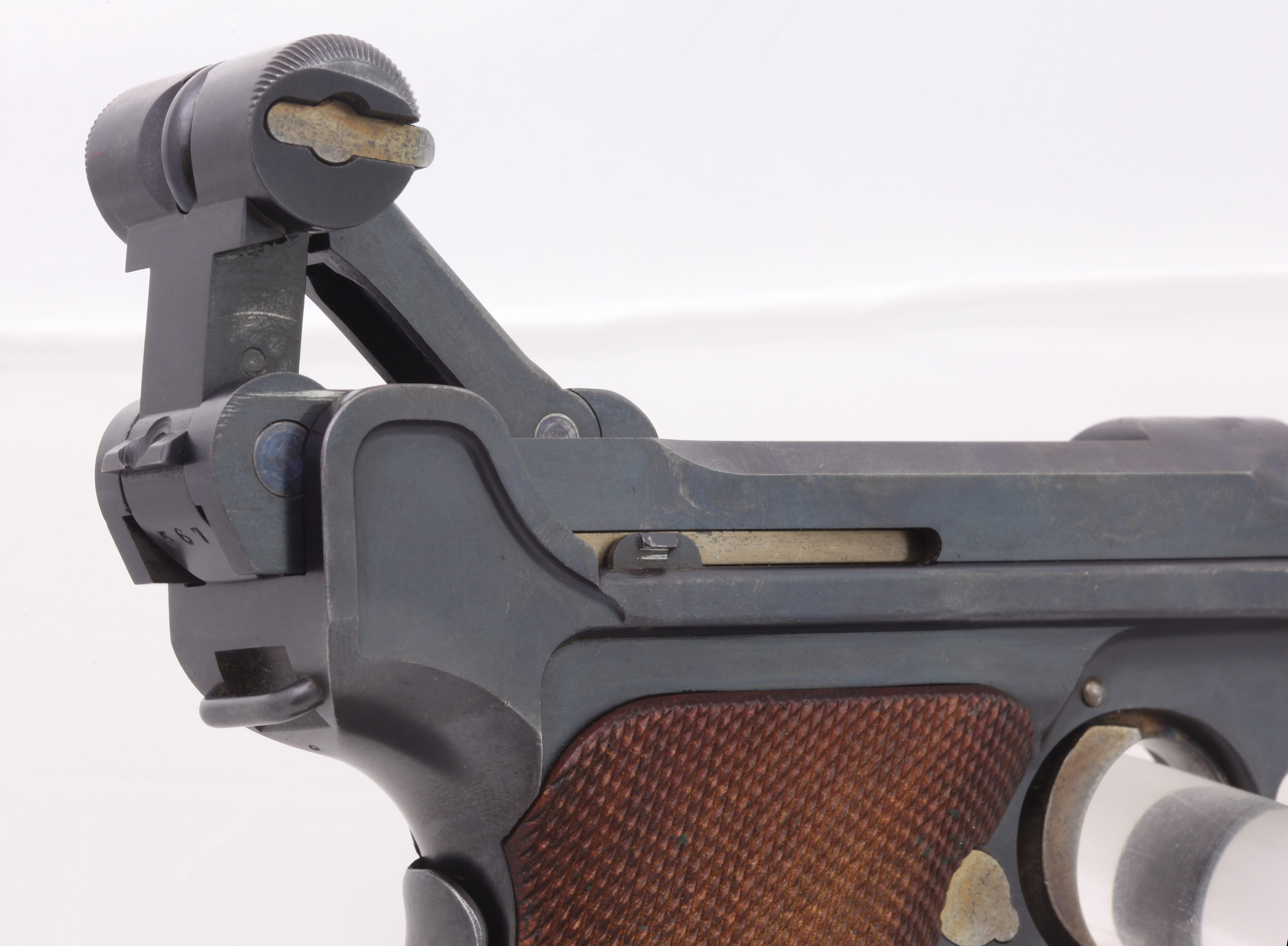
Una Parabellum con el cerrojo abierto, mostrando el brazo articulado en su posición más extrema.

Una de las primeras pistolas semiautomáticas, la Parabellum fue diseñada para emplear una corredera interna articulada, al contrario de las correderas externas de casi cualquier otra pistola semiautomática. Su mecanismo funciona de la siguiente forma: tras disparar un cartucho, el cerrojo y el cañón, ambos unidos en ese instante, van hacia atrás gracias al retroceso. Al moverse solamente unos 13 mm, el cerrojo golpea un resalte del armazón, haciendo que la articulación comience a doblarse y que el cerrojo se desacople de la recámara. En este punto el cañón termina su recorrido impactando en el armazón, pero el cerrojo y la recámara continúan moviéndose, haciendo que la articulación se doble del todo momentáneamente, extrayendo y eyectando el casquillo vacío. El cerrojo articulado y la recámara vuelven a moverse hacia adelante por la tensión del muelle y el siguiente cartucho del cargador es introducido en la recámara. Toda esta secuencia ocurre en una fracción de segundo. Este mecanismo funciona bien para cartuchos de alta presión, pero los cartuchos con carga propulsora reducida pueden hacer que la pistola falle debido a que no generan el suficiente retroceso para accionar el mecanismo. Esto causa que el cerrojo no retire el siguiente cartucho del cargador o que este atrape la base del casquillo vacío al eyectar.
En la Primera Guerra Mundial, al observarse que los subfusiles eran efectivos en la guerra de trincheras, se hicieron experimentos al convertir diversos tipos de pistolas semiautomáticas en pistolas ametralladoras (Reihenfeuerpistolen, literalmente "pistolas de disparo en hilera" o "pistolas de disparo continuo"). Entre las pistolas examinadas estaba la Parabellum (Pistole 08 era su denominación en el Ejército alemán); sin embargo, al contrario de la Mauser C96, de la cual se fabricó posteriormente una versión con selector de disparo (Schnellfeuer), la Parabellum demostró tener una cadencia excesiva al disparar en modo automático.
La Parabellum fue fabricada según estándares precisos y tuvo un largo servicio. William B. Ruger alababa el ángulo de 145° de la empuñadura de la Parabellum y la replicó en su pistola Ruger Standard calibre .22 Long Rifle.

## Historia

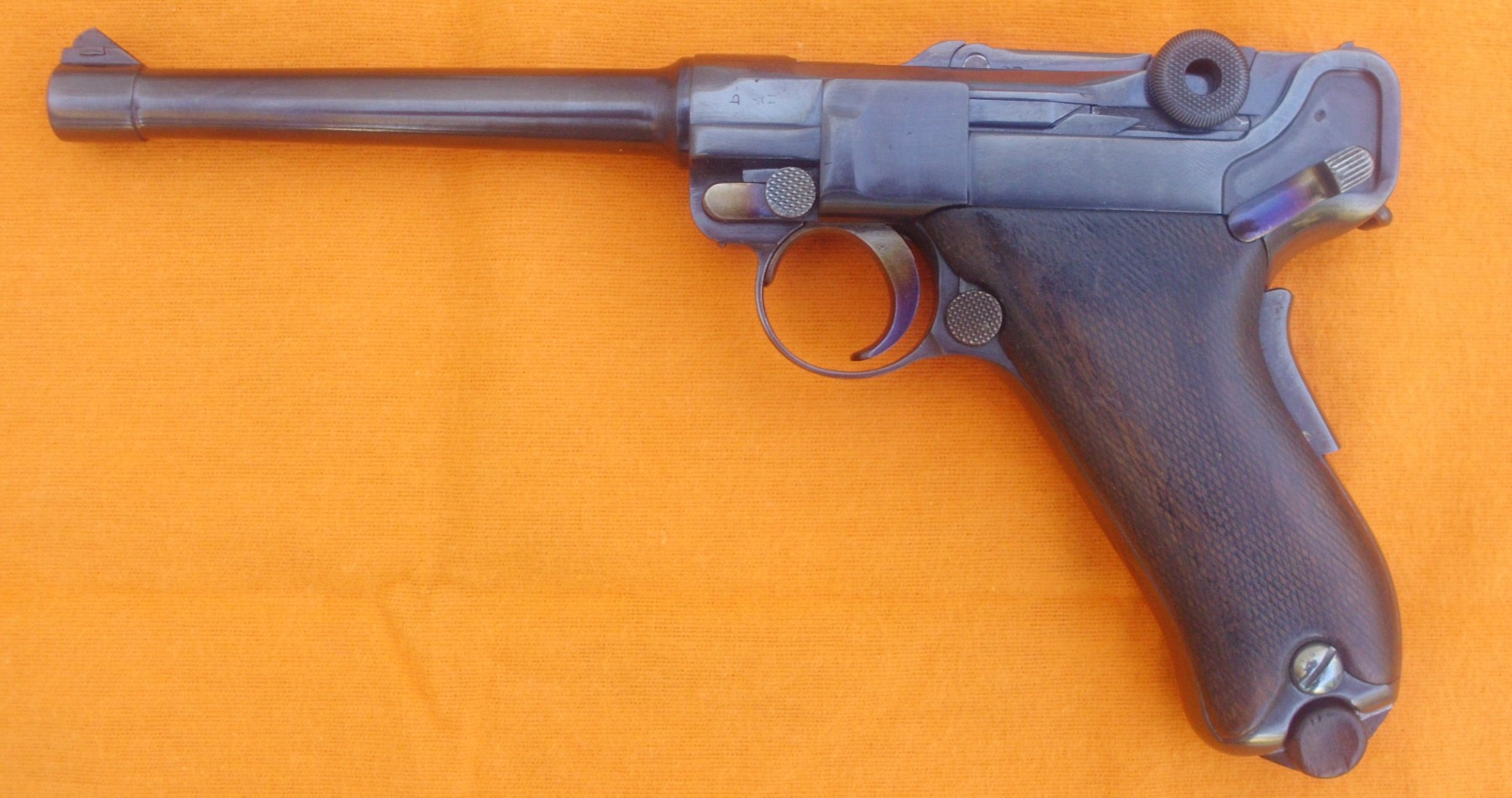
Pistola Parabellum Modelo 1900/06 DWM, calibre 7,65 mm.

El Ejército suizo evaluó la Parabellum en calibre 7,65 mm y la adoptó en 1900 como su arma auxiliar estándar, con la denominación de Ordonnanzpistole 00 u OP 00. Este modelo tiene un cañón de 120 mm.
La Parabellum fue aceptada por la Marina Imperial Alemana en 1904. El modelo "Naval" tenía un cañón de 150 mm y un alza con dos posiciones (100 y 200 m). Esta versión es conocida como Pistole 04.
En 1902, DWM, a solicitud de la Marina Imperial Alemana, desarrolló un nuevo modelo en calibre 9 mm. Este calibre fue tan exitoso que llegó a ser uno de los cartuchos de pistola más comunes del mundo, convirtiéndose en un estándar que aún se mantiene.
La mayoría de las Parabellum anteriores a la Segunda Guerra Mundial fueron producidas en Alemania por la empresa DWM, siendo algunas pistolas fabricadas bajo licencia en otros países. Durante la Segunda Guerra Mundial, muchas empresas, como Mauser Werke y otros, también produjeron pistolas Parabellum.
En 1906, DWM anunció que el modelo 1900 ya no estaba en producción y que, como resultado de algunos cambios estaba disponible el nuevo modelo designado 1900/06 en calibre 7,65 mm Parabellum. Los principales cambios anunciados para el modelo 1900/06 fueron: Nuevo disparador "zweite serie" (segunda serie) reconocible por la superficie superior redondeada; nuevo muelle recuperador helicoidal "Schliessfeder neuer art" (nuevo muelle recuperador) en reemplazo del anterior de lámina; extractor con aviso de arma cargada el cual permanece sobre elevado si un cartucho está en la recámara y en el lado izquierdo muestra la inscripción "Geladen" (cargado) y seguro de empuñadura.
El Ejército alemán adoptó la Parabellum en 1908 para reemplazar al M1879 Reichsrevolver como arma auxiliar de primera línea. La Pistole 08 (u P08) tenía un cañón de 100 mm y utilizaba el cartucho 9 x 19 Parabellum. Al finalizar la Primera Guerra Mundial, la DWM cedió los planos y patentes a la firma Waffenfabrik Mauser AG . En 1930, la Mauser transportó las maquinarias de DWM a su fábrica en Obendorf y comenzó a producir la P08 hasta 1943. La P08 fue el arma auxiliar habitual del personal del Ejército alemán en ambas guerras mundiales, aunque empezó a ser reemplazada por la Walther P38 a partir de 1938.
El Ejército de Bolivia adoptó en 1908 la Parabellum de DWM calibre 9 mm como el arma auxiliar estándar para sus oficiales; se compraron unos cuantos centenares de estas, empezando con un lote de 250, que estuvieron incluidas en una orden de 4 000 fusiles Mauser DWM 1909 y 1000 carabinas Mauser DWM 1909, ambos disparando el cartucho 7,65 x 54, y continuando con pequeños lotes anuales hasta 1913. Solamente las pistolas del primer lote tenían estampados en el armazón el escudo de armas y la leyenda "Ejército Boliviano".

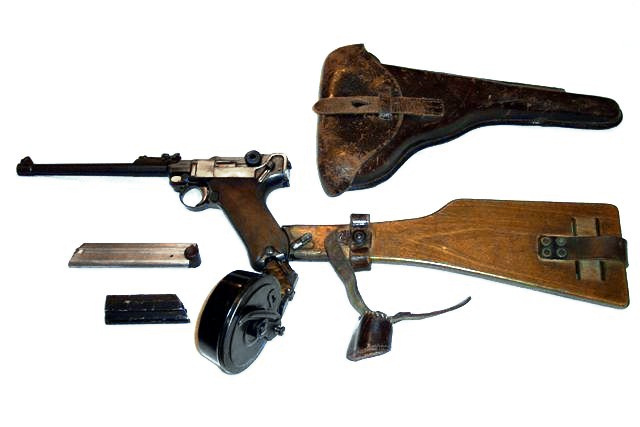
Parabellum de Artillería con tambor de 32 cartuchos Trommelmagazin 08 y funda-culatín acoplada.

La Lange Pistole 08 (Pistola Larga 08 en alemán) o Parabellum de Artillería fue una pistola-carabina destinada a los artilleros del Ejército alemán como una primigenia arma de defensa personal. Tenía un cañón de 200 mm, un alza tangencial con 8 posiciones (ajustada hasta 800 m) y una funda-culatín. A veces era empleada con un tambor de 32 balas (Trommelmagazin 08).
También estuvo disponible en diversas versiones civiles, con cañones aún más largos.
La Armería Belga de Santiago de Chile fabricó la culata plegable Benke Thiemann, que se desplegaba desde la empuñadura.[cita requerida]
Los Estados Unidos evaluaron varias pistolas semiautomáticas a fines del siglo XIX, inclusive la Colt 1900, la Steyr Mannlicher M1894 y un modelo de Mauser. En 1900 compraron 1000 pistolas Parabellum calibre 7,65 mm para pruebas de campo. Más tarde, un pequeño número de estas fueron recalibradas para el nuevo (en aquel entonces) cartucho más potente 9 x 19 Parabellum. La experiencia de combate con revólveres calibre .38 (9 mm) en la guerra filipino-estadounidense y subsiguientes pruebas balísticas dieron como resultado la necesidad de balas de mayor calibre.

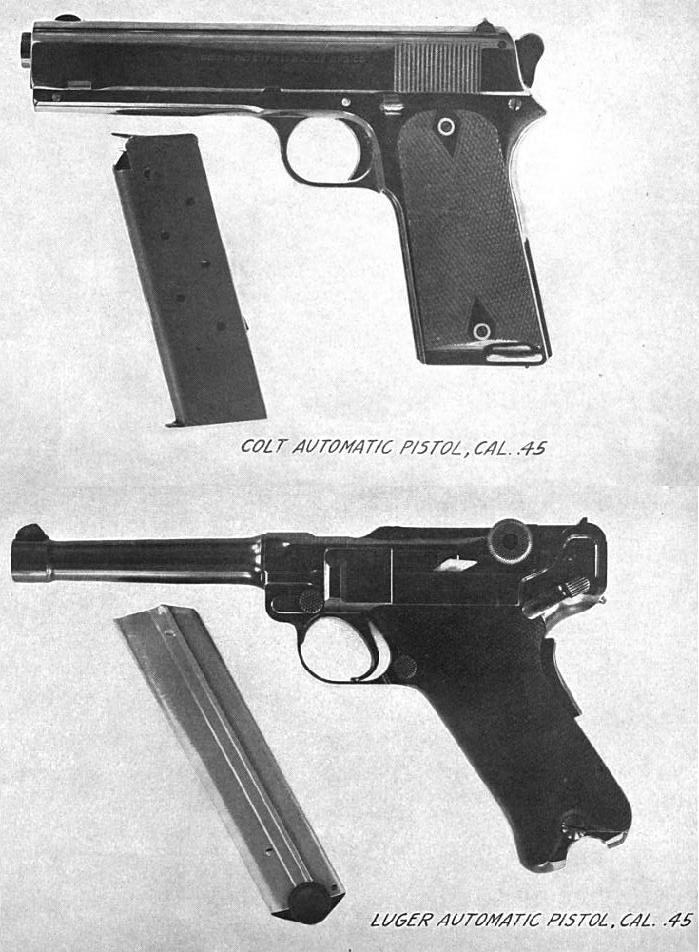
La Luger calibre 11,43 mm y la Colt Modelo 1905, en un reporte de pruebas.

En 1906 y 1907, el Ejército estadounidense organizó pruebas para elegir una pistola semiautomática de grueso calibre. La DWM proporcionó dos pistolas Parabellum calibre 11,43 mm (.45 ACP) para ser probadas, las cuales tenían los números de serie 1 y 2. Se desconoce el destino de la pistola con número de serie 1, ya que no fue devuelta. La Parabellum calibre 11,43 mm con número de serie 2 pasó las pruebas y sobrevivió para ser intercambiada entre coleccionistas de armas. Su rareza le otorgaba un valor de casi 1 000 000 de dólares cuando se grabó el episodio "Armas de 1 millón de dólares" de la serie "Tales of the Gun" del canal History, confirmado por la revista "Guns & Ammo" de 1994.
Más tarde se fabricaron al menos dos pistolas para posibles ventas civiles o militares, una de ellas siendo expuesta en la Galería de Arte Norton en Shreveport, Luisiana. La otra fue vendida en 2012 y se encuentra en una colección particular. Tras las pruebas iniciales, se solicitó a DWM, la Savage y Colt que suministrasen más ejemplares para su posterior evaluación. La DWM se retiró del concurso por causas que aún son motivo de debate, a pesar de que el Ejército solicitó 200 ejemplares más. Solamente existe una pistola-carabina Parabellum calibre 11,43 mm.
Entre 1941 y 1942, Mauser pasó del acabado "dorado" a pavonar las pequeñas piezas y palancas de sus pistolas Parabellum. En combinación con cachas de plástico negro, en la posguerra estas pistolas fueron llamadas "Viuda Negra" por un vendedor de armas estadounidense como parte su publicidad.

## Empleo hoy en día
Aunque obsoleta en varios aspectos, la Parabellum es un arma muy buscada por coleccionistas, tanto por su estilizado diseño como por su conexión con la Alemania Imperial y la Alemania nazi. La producción limitada de la P08 se reinició cuando la empresa Mauser reacondicionó un cierto número de ellas para celebrar el centenario de la pistola en 1999. Más recientemente, en 2006, Krieghoff International Inc. anunció la producción de una edición limitada de 200 ejemplares de su línea Parabellum Model 08, al precio de U$S 17 545.
En 1923, Stoeger Inc. obtuvo la patente estadounidense del nombre "Luger" para importar las pistolas Parabellum alemanas a los Estados Unidos. Los modelos civiles, en calibre 7,65 mm y 9 mm, con cañones que iban de 75 mm a 600 mm, fueron las primeras pistolas en llevar el nombre "Luger" estampado en el lado derecho del armazón. Stoeger ha mantenido los derechos del nombre "Luger". Por más de 70 años, Stoeger importó varias pistolas bajo la marca "Luger", inclusive una versión de Erma que empleaba el cartucho 9 x 17 Corto y una versión de fabricación estadounidense en calibre 5,5 mm que remotamente se parecía al diseño original.
En 1991, la empresa Aimco Inc. de Houston, Texas, empezó a fabricar una réplica del diseño original de Georg Luger. En aquel entonces Mitchell Arms, Inc. comercializó la pistola de Aimco bajo la marca "Mitchell". Stoeger, Inc. compró los derechos para comercializar las pistolas fabricadas en Texas y desde entonces nuevamente llevan la marca "Luger".
El actual producto de Stoeger es el modelo "American Eagle", llamado así por el águila estampada sobre la recámara, que es muy parecida al águila empleada para marcar las pistolas alemanas destinadas al mercado estadounidense. La "American Eagle" está disponible con cañones de 101,6 mm y 152,4 mm, pero solo en calibre 9 mm Parabellum.
La Parabellum era un recuerdo muy buscado por los soldados aliados durante ambas Guerras Mundiales. Miles fueron llevadas a sus hogares y aún continúan circulando hoy en el mercado de armas de colección. El Coronel David Hackworth menciona en su autobiografía que aún era un arma auxiliar muy buscada en la guerra de Vietnam. Recientemente se ha publicado el primer estudio serio sobre la Parabellum en la posguerra (The Parabellum is Back! 1945 - 2000); abarca la producción de la Parabellum desde 1945 hasta 2000. De hecho, Mauser reinició la producción de la Parabellum en 1945 bajo control del ejército francés. En 1969, la Mauser Werke de Oberndorf reinició la producción hasta 1986, cuando se produjo el último modelo conmemorativo.

## Usuarios
- Alemania[13]
  -  II Imperio Alemán[14]
  -  República de Weimar[14]
  -  Alemania nazi[14]
- Bolivia[15]
- Brasil[16]
- Bulgaria[17]
- Finlandia[18]
- Portugal[19]
- Suiza[18]